# Múa đương đại
Múa đương đại mô tả một loạt kỹ thuật và kiểu mẫu được dùng trong lớp học, buổi hội thảo trao đổi kinh nghiệm (workshop) và biểu diễn nghệ thuật múa.
Nghệ thuật múa mới được triển khai vào đầu thế kỷ 20 như là một phản ứng đối chọi với kỹ thuật của điệu múa ballet. Những người tiên phong như Isadora Duncan và Martha Graham đã tìm ra sự thoải mái của động tác dùng đường nét tự nhiên và sức mạnh của thân hình để tạo hàng loạt chuyển động tiếp nối tuyệt hơn là những kỹ thuật múa đã được công nhận trước đó.
Nghệ thuật múa mới được đặc phân theo tính đa dạng của nó: hình thức múa mới có thể múa với hầu hết bất cứ loại âm nhạc nào, hoặc kết hợp với các hình thức khác để sáng tạo chuyển động mới của động tác. Nghệ thuật múa mới nhắm vào đường nét tự nhiên của cơ thể vì thế mà an toàn và dễ thực hiện đối với người mới bắt đầu. Cùng một lúc, động tác thoải mái của kỹ thuật múa mới cho phép những nghệ sĩ có kinh nghiệm đặt ra những giới hạn của sự di chuyển thân hình.

## Các kỹ thuật của múa mới
Bốn kỹ thuật chính được sử dụng trong hình thức múa mới:
- Cunningham: tên đặt theo giáo sư và nhà dạy nghệ thuật múa Merce Cunningham, chú trọng về nghệ thật tạo hình trong không gian, nhịp điệu và sự ăn khớp. Cunningham dùng quan điểm "đường nét năng động" riêng của thân hình để tăng thêm động tác tự nhiên, thoải mái. Richard Alton đă sử dụng kỹ thuật Cunningham trong nghệ thuật múa của ông ta.
- Graham: tên đặt theo Martha Graham, chú trọng đến cách sử dụng qui ước, sự thả lỏng, ngă và phục hồi. Kỹ thuật của Graham chú trọng về mặt sàn và cách sứ dụng qui ước về bụng và hông (xương chậu). Kiểu múa thật sát đất và kỹ thuật rő ràng trái ngược với quan niệm yểu điệu, "nhẹ như hơi gió" của điệu múa ballet.
- Limon: tên đặt theo José Limón, khám phá cách dùng sức mạnh liên quan đến trọng lực và làm việc với sức nặng trong lúc ngă, bật dậy, phục hồi và treo lửng.
- Release (Thả lỏng) đặt trọng tâm về giảm thiểu căng thẳng để tìm sự nhẹ nhàng, trôi chảy và cách sử dụng hiệu quá của sức mạnh và hơi thở. Như nghĩa của nó, trong kỹ thuật thả lỏng vũ công buông lỏng các khớp và bắp thịt để tạo đông tác thoải mái, thả hơi thở ra để giúp cho sự thư giãn cơ thể. Một kỹ thuật thư giãn tốt cũng như là một cách múa.

## Múa ngẫu hứng
Múa ngẫu hứng là một loại tự diễn không chuẩn bị trước. Múa ngẫu hứng chú trọng vào sự tìm tòi động tác và sự liên quan của nó đến nội dung biểu diễn. Tìm tòi, sáng tạo và phát triển những chuyển động của cơ thể sao cho tự nhiên, thoải mái theo sự khác nhau của cơ thể mỗi người.
Tiếp cận tự diễn mô tả một hình thức múa từ 2 người trở lên, chú trọng bởi sự chuyển đổi trọng lượng, sự thả lỏng của cơ thể khi tiếp xúc và cảm nhận về cơ thể giữa những người đồng diễn. Kết hợp trong múa ngẫu hứng sử dụng động tác tự nhiên của cơ thể.